# Murici
Murici là một đô thị thuộc bang Alagoas, Brasil. Đô thị này có diện tích 423,98 km², dân số năm 2007 là 25897 người, mật độ 61,08 người/km².